# 新竹市北區民富國民小學
24°48′29″N 120°57′35″E / 24.807924°N 120.9596715°E
新竹市北區民富國民小學（簡稱民富國小），位於台灣新竹市北區西大路561號。

## 校史

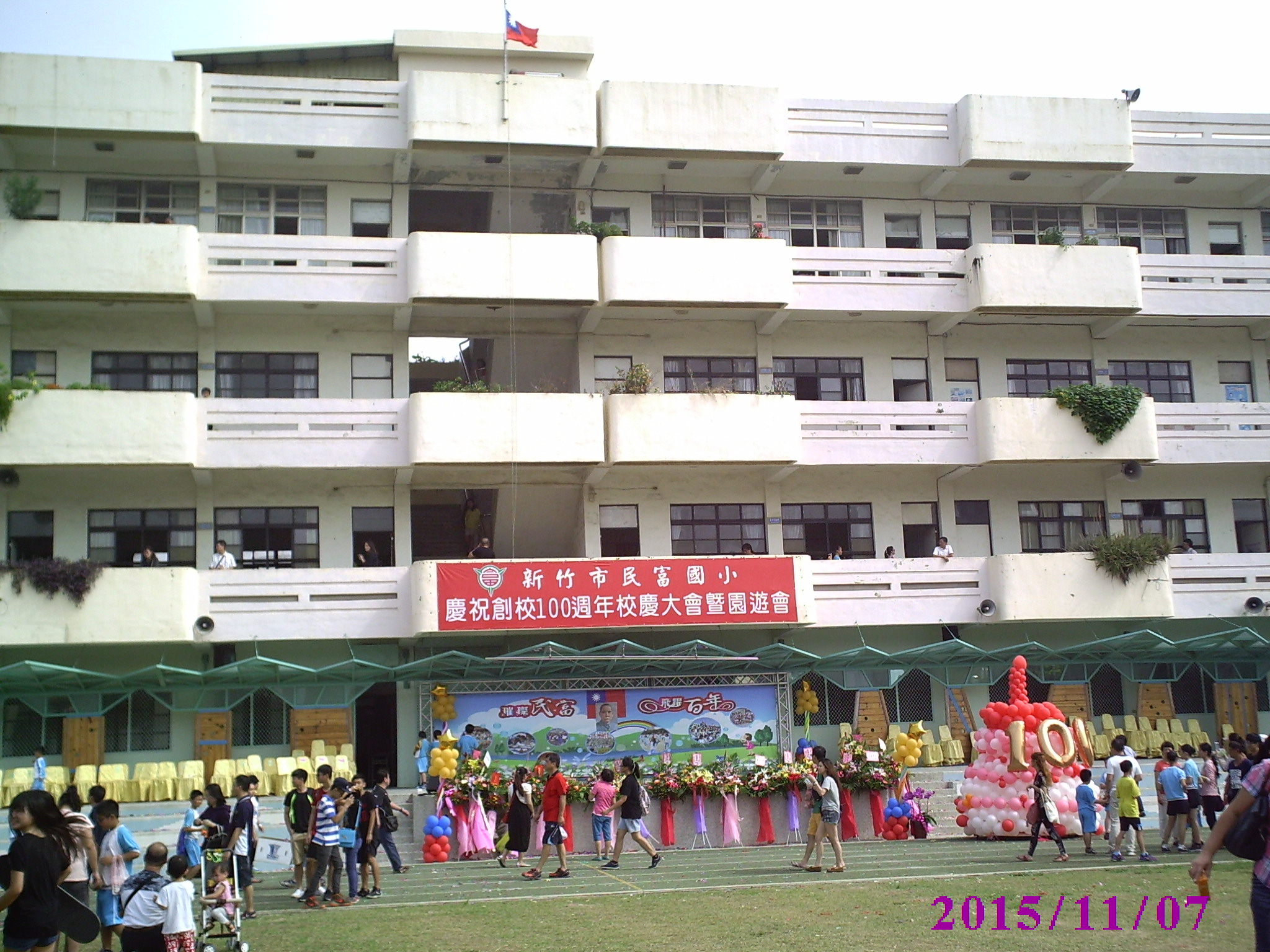
百週年校慶

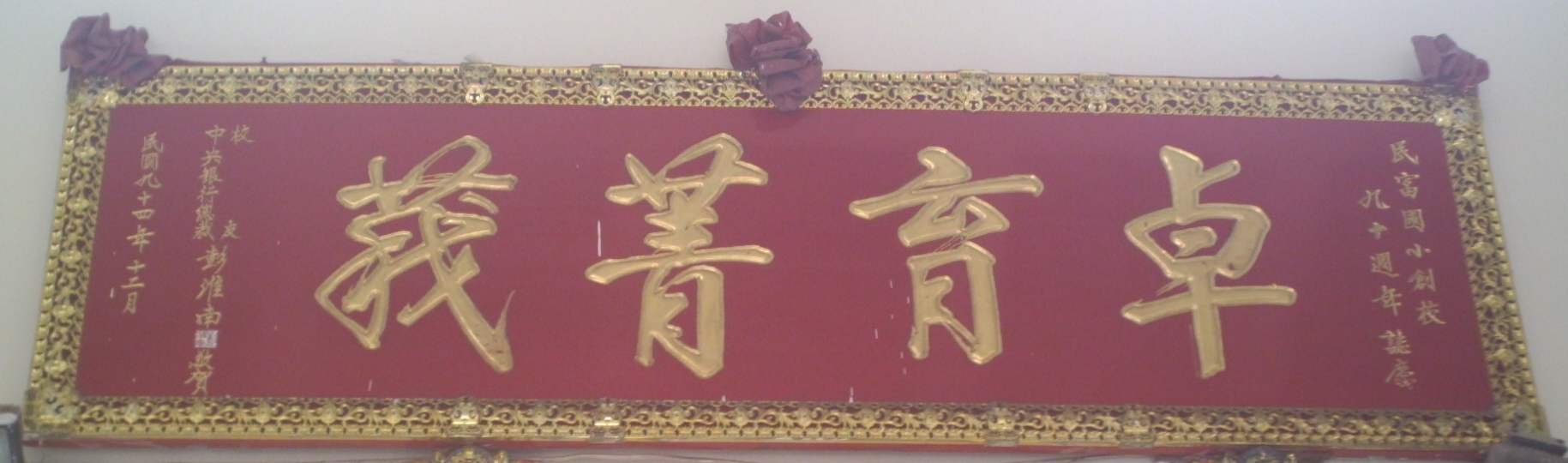
校友、時任中央銀行總裁彭淮南於母校九十週年校慶時贈匾

- 1916年4月1日 新竹公學校女子部獨立為新竹女子公學校。
- 1932年1月13日 遷入住吉町新校舍。
- 1935年4月1日 開始招收男生，改名為住吉公學校。
- 1940年4月1日 改名為新竹第四公學校。原住吉町校舍新設新竹師範學校附屬公學校。
- 1941年4月1日 遷至新富町新校舍（現址）落成，改名為新富國民學校。
- 1982年 新竹市升格為省轄市，改制為新竹市立民富國民小學。

## 校歌
民富國小校歌由江尚文先生作詞，林鶴年先生作曲。

## 學生人數
為民富國小101學年度班級與人數：
|      | 一年級 | 二年級 | 三年級 | 四年級 | 五年級 | 六年級 | 總計    |
| ---- | ------ | ------ | ------ | ------ | ------ | ------ | ------- |
| 班級 | 13     | 13     | 12     | 13     | 14     | 15     | 80      |
| 學生 | 348人  | 350人  | 320人  | 391人  | 414人  | 477人  | 2,300人 |

## 管樂團
為提升學生擁有良好音樂素質，民富國小管樂團成立於1997年3月，是一支以社團形式的音樂團隊，於校內外參與無數次慶典活動。

## 傑出校友
- 陳銘磻：臺灣知名報導文學作家。
- 柯文哲：臺北市第15任市長，前任臺灣民眾黨主席，前臺大醫院醫師[5]
- 李妍慧：第6－10屆新竹市議員
- 林智堅：第9、10屆新竹市市長[5]
- 彭淮南：中華民國中央銀行總裁，「13A總裁」
- 江宏傑：桌球選手
- 熊霓：啦啦隊

## 外部連結
- 新竹市教育網 （页面存档备份，存于）
- 新竹市北區民富國民小學校網 （页面存档备份，存于）